# 24 mila baci/Patatina
24 mila baci/Patatina è un singolo di Little Tony, pubblicato nel 1961 dall'etichetta discografica Durium.

## Tracce
Lato A
1. 24 mila baci – 2:50

Lato B
1. Patatina – 2:54

## I brani
24 mila baci
24 mila baci è un brano musicale composto da Adriano Celentano ed Ezio Leoni, su testo di Piero Vivarelli e Lucio Fulci, presentato al Festival di Sanremo 1961 dove arrivò al secondo posto. Celentano poté cantare il brano poiché Giulio Andreotti,il quale fu conquistato dalla canzone,gli fece avere la dispensa dal servizio militare a cui doveva adempiere.
Il brano è presente anche nell'album pubblicato nel 1962 dal titolo I successi di Little Tony.
La versione di Adriano Celentano, presente nel disco 24.000 baci/Aulì-Ulè edito dalla casa discografica Jolly, ottenne la 17ª posizione nella classifica generale dell'anno.
Dalida ne ha inciso una cover nel 45 giri 24 mila baci – Non mi dire chi sei prodotto dalla casa discografica Barclay
Nel 1961 Fausto Papetti incise una versione strumentale del brano (Durium, M3266) inserita nell'album Due stili - Due strumenti (Durium, ms M 77048).
Patatina
Patatina è il brano presente sul lato b del disco.
Autori del testo sono Gianni Meccia e Franco Migliacci. Fu presentata al Festival di Sanremo 1961 dal cantante e autore del testo Gianni Meccia in abbinamento a Wilma De Angelis, ma non arrivò alla finale. Esiste anche una versione di Alves Noto dello stesso anno (Nuova Enigmistica Tascabile, N. 322).